# Chic nazi

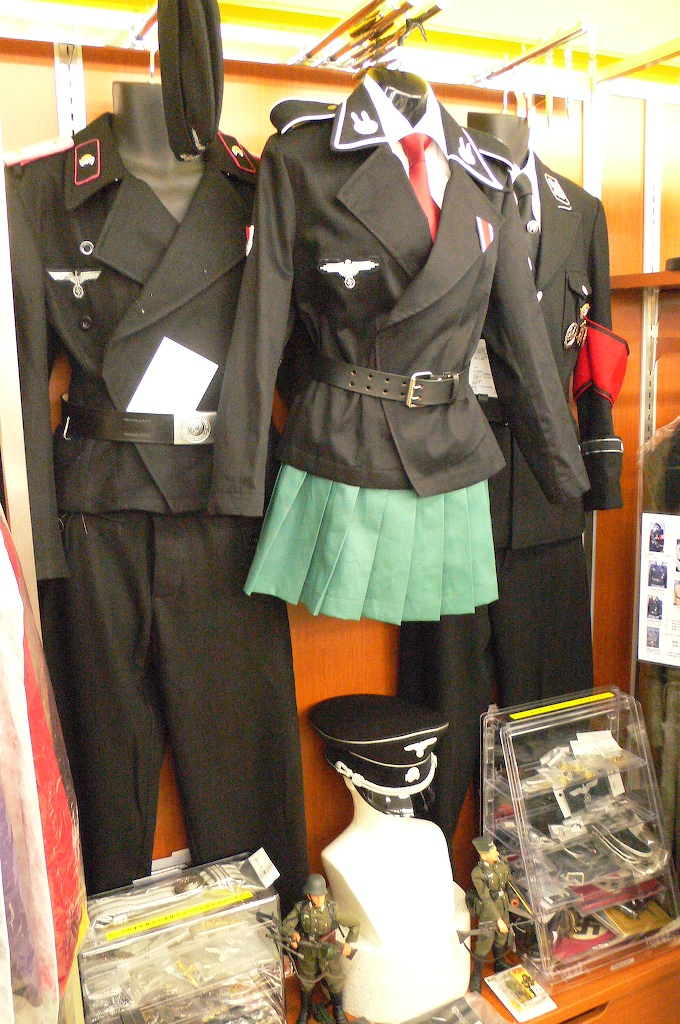
Exemples de mode d'inspiration nazie en vente à Tokyo.

Le chic nazi est l'usage du style, des images et des accessoires associés aux vêtements et à la culture populaire de l'Allemagne nazie, particulièrement lorsqu'ils sont employés dans le but de transgresser un tabou ou de susciter l'indignation, et ce, non pas dans le dessein de soutenir véritablement le nazisme ou son idéologie, mais plutôt comme moyen de provoquer ou de choquer.
Sa renommée s’épanouit dans les années 1970, période marquée par l’avènement des mouvances du Heavy Metal, du punk et du glam rock. En effet, la première apparition télévisée des Sex Pistols fut caractérisée par la présence d’un individu de leur cercle proche arborant des insignes nazis. Cette esthétique, qualifiée de « chic nazi », se fit par la suite une place dans l’industrie de la mode. Bien que cette tendance prît racine dans la culture occidentale, elle gagna une popularité notable en Asie à la fin du XXe siècle et au début du XXIe siècle. Il est à souligner que le chic nazi influença en partie la mode propre à certaines sous-cultures, telles que celle du cuir, qui se nourrissait de cette imagerie transgressive et subversive.

## Europe et États-Unis

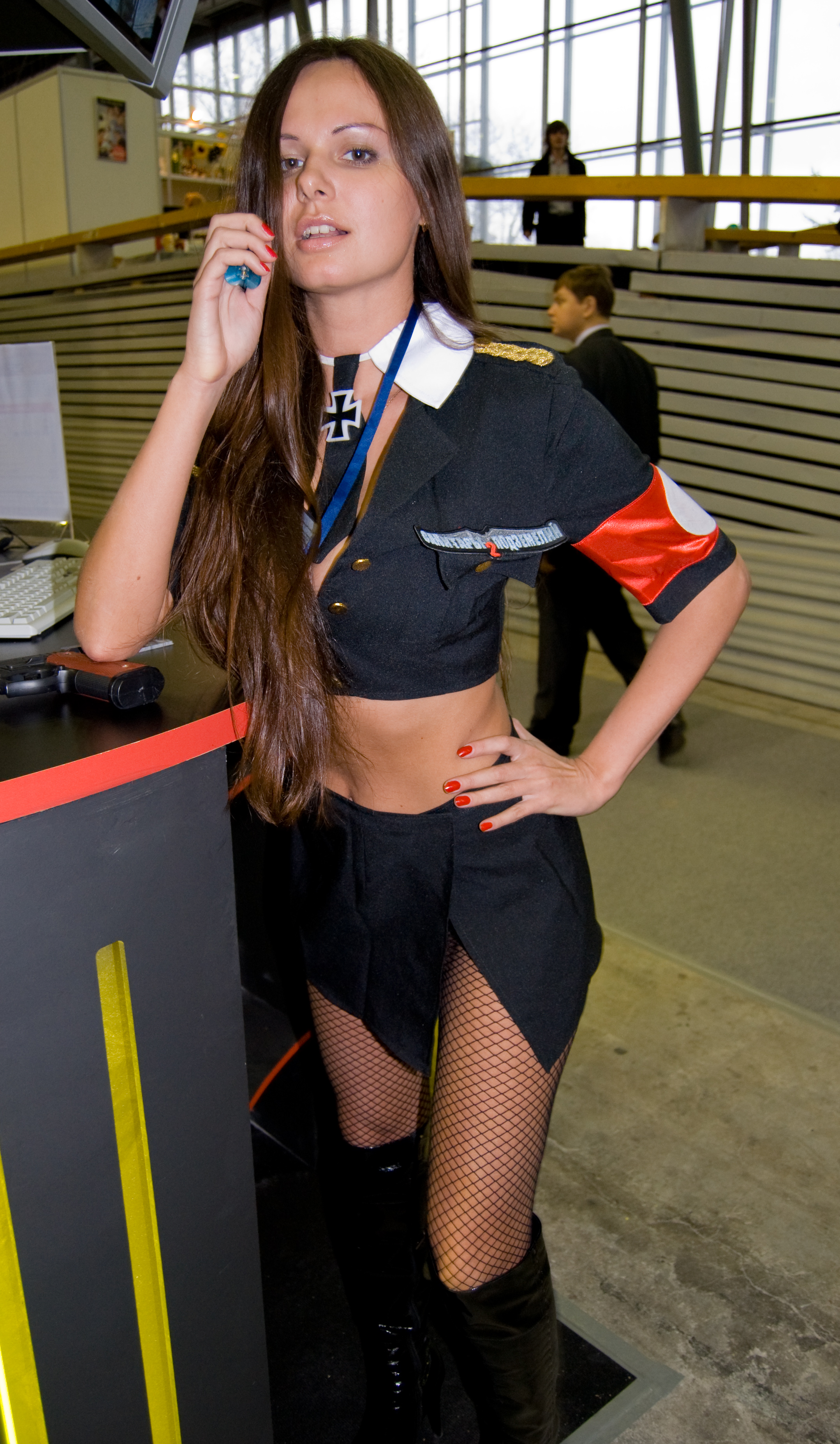
Un mannequin promotionnel portant une mode d'inspiration nazie à IgroMir en Russie, 2008.

Dans le cadre de la surf culture des années 1950 et 1960, certains adeptes, surnommés les « nazis du surf », expérimentèrent une esthétique d'inspiration nazie, en recourant à des symboles tels que les croix gammées et les casques de type nazi. Il arrivait même que ces derniers peignent des croix gammées sur leurs planches de surf. Toutefois, il convient de souligner que cette démarche s'inscrivait avant tout dans une volonté de rébellion contre l'establishment, plutôt que dans une adhésion authentique à l'idéologie nazie. L'artiste américain Ed Roth, qui connut une certaine notoriété à cette époque, se fit un temps l'un des promoteurs de cette tendance en vendant des répliques de casques de « stormtroopers » nazis en plastique aux surfeurs des années 1960. Dans une déclaration au magazine Time, Roth affirma d’ailleurs : « Hitler a véritablement accompli un remarquable travail de relations publiques pour moi ». Par ailleurs, au cours de la décennie 1960, quelques cinéastes en quête de provocations audacieuses et controversées intégrèrent des motifs nazis dans leurs créations, dans le but de choquer les sensibilités de l’époque. Le film de 1965 Censored se voit ainsi attribuer l'« honneur discutable » d’être le premier film érotique à mêler des thématiques nazies avec la représentation de femmes dénudées.
Au commencement des années 1970, certains groupes de glam rock firent usage du symbolisme nazi dans leurs créations, souvent dans une intention de choquer, de susciter la controverse ou d’obtenir un effet comique. Ainsi, Steve Priest, membre du groupe de glam rock Sweet, arbora, lors d'une prestation sur le plateau de Top of the Pops en décembre 1973, un uniforme nazi accompagné d’une fausse moustache en brosse à dents, tout en interprétant le morceau « Block Buster! ». Dans la mouvance sous-culturelle punk des années 1970, plusieurs vêtements, conçus expressément pour choquer et déranger l'ordre établi, acquirent une certaine notoriété, tel le t-shirt arborant une croix gammée, un crucifix inversé et l'inscription DESTROY porté par Johnny Rotten, membre des Sex Pistols, dans le vidéoclip de Pretty Vacant. Ce dernier, dans une posture quelque peu provocatrice, arbora la croix gammée une seconde fois, adoptant un geste qui évoquait, de manière indiscutable, un salut nazi. En 1976, Siouxsie Sioux, membre du groupe Siouxsie and the Banshees, était également connue pour arborer un brassard orné de la croix gammée, assorti de vêtements fétichistes évoquant les pratiques S et M, tels que des bas résille et un fouet. Il est généralement admis que ces artistes revêtaient de tels accoutrements dans un but de provocation, visant à choquer la génération britannique marquée par la Seconde Guerre mondiale, plutôt que dans l’intention d’adhérer véritablement à une idéologie national-socialiste ou fasciste. Ceux qui s'adonnaient à de tels artifices vestimentaires pourraient avoir été absorbés dans les sous-cultures punk d’orientation néonazie ou les mouvements skinheads prônant la suprématie blanche. Toutefois, le compositeur classique anglais Cornelius Cardew, partisan du maoïsme, rédigea un tract dans lequel il qualifiait le punk rock de mouvement fasciste.
En 1984, deux modèles de t-shirts à l’effigie d’Adolf Hitler furent produits en Allemagne de l’Ouest. Le plus notoire des deux était le modèle « Adolf Hitler European Tour », lequel arborait une image du dictateur sur fond de carte de l’Europe, les territoires occupés étant ombrés ; un second modèle, moins en vue, représentait Hitler exécutant le salut romain, un yo-yo suspendu à sa main. Le texte portait la mention « Champion d’Europe de yo-yo 1939-1945 ». La commercialisation de ces vêtements suscita une action judiciaire en Allemagne, visant à en interdire la vente, les accusant de « glorifier le génocide ». En 1988, Ralph Engelstad, propriétaire de l’hôtel-casino Imperial Palace à Las Vegas, se vit critiqué pour avoir organisé une fête où des barmans arboraient des t-shirts « European Tour ». En 1990, l’Union américaine pour les libertés civiles intervint en faveur d’un lycéen de Long Island, qui fut sommé par les autorités scolaires de retirer son t-shirt sous peine de suspension, au motif qu’il arborait un message jugé antisémite.
Dans une entrevue accordée au journal Welt am Sonntag, Bryan Ferry, artiste et compositeur britannique, reconnut qu'il surnommait son atelier, situé dans l’ouest de Londres, le « Führerbunker ». Il aurait affirmé : « Mon Dieu, les nazis savaient comment se mettre en lumière et se présenter. […] Les films de Leni Riefenstahl, les édifices d'Albert Speer, les parades de masse et les étendards, tout cela est simplement stupéfiant. Vraiment magnifique ».
Le musicien britannique de heavy metal et de rock and roll Lemmy Kilmister, membre du groupe Motörhead, était connu pour être un collectionneur de souvenirs liés au nazisme, dont il possédait des objets tels qu'une croix de fer fixée sur sa guitare basse. Toutefois, il affirmait que ces acquisitions étaient motivées par un intérêt esthétique et historique, et non par une quelconque idéologie. Lemmy se définissait lui-même comme étant « athée et anarchiste », tout en revendiquant des positions résolument opposées à tout extrémisme. Ainsi, il se disait « anticommuniste, antifasciste et antiextrémiste ».
Au commencement de l’année 2005, un créateur sous le pseudonyme « Helmut Doork » entreprit de commercialiser un t-shirt souvenir parodique, arborant les inscriptions : « Mes grands-parents sont allés à Auschwitz et tout ce dont j’ai hérité, c’est ce t-shirt minable ! » ainsi que « Arbeit macht frei ». Ce design suscita une vive réprobation, notamment de la part de l'Anti-Defamation League, organisation consacrée à la lutte contre l'antisémitisme. En réponse à une plainte formelle, le design fut retiré du site CafePress à la fin de l'année 2006. Toutefois, le créateur ne tarda pas à télécharger de nouveau ledit motif sur la plateforme Printfection. Après que cette dernière l’eut supprimé sans explication, le créateur décida de le rendre public, accordant à toute personne l’autorisation de le reproduire ou de le commercialiser.
En 2005, le prince Harry suscita une vive réprobation lorsqu'il fut vu arborant un uniforme orné d'un brassard arborant la croix gammée, ce qui provoqua un embarras considérable au sein de sa famille. Le déguisement en question, improvisé, rappelait davantage l’uniforme des troupes de l'Afrika Korps que celui des formations plus politiques, telles que les SS. Moyra Bremner, écrivaine, observa sur les ondes de la BBC News 24 que nul ne s’était apparemment opposé à ce choix vestimentaire de la part du prince. 
Le groupe musical de hip-hop alternatif OFWGKTA (Odd Future Wolf Gang Kill Them All) utilise l'emblème de la croix gammée et fait référence, à travers ses paroles, à des éléments associés au nazisme. Une influence similaire, d'ordre esthétique et iconographique, se manifeste dans des clips tels que Justify My Love de Madonna (1990), The Fight Song de Marilyn Manson (2001) et LoveGame de Lady Gaga (2009).

## Asie

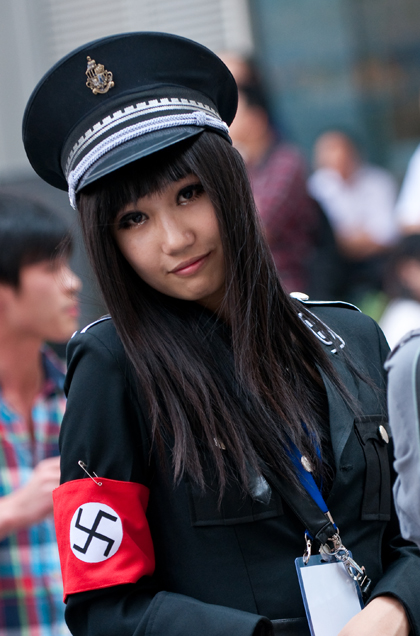
Cosplay nazi au World Cosplay Summit à Shanghai, 2011.

Au Japon, l’enseignement de la Seconde Guerre mondiale ne la présente pas comme une confrontation d’idéologies politiques, mais plutôt comme une guerre de nature conventionnelle. Un tel enseignement ne fait pas de Hitler et du parti nazi des criminels de guerre, comme cela est couramment observé ailleurs, mais plutôt des chefs charismatiques et puissants dirigeant des nations en temps de guerre. Dans certaines régions d'Asie de l'Est et du Sud-Est, les uniformes et autres symboles associés à l'Allemagne nazie sont vendus et, dans une certaine mesure, certains les perçoivent comme étant à la mode. Des formations musicales populaires se sont parfois parées de vêtements inspirés des uniformes des SS.
Parfois, dans les régions d'Asie de l'Est, notamment au Japon, les uniformes du régime nazi sont employés dans le cadre du phénomène du cosplay. Divers produits nippons ont, par ailleurs, réutilisé des motifs inspirés de l'imaginaire nazi dans leurs illustrations, tels que le jeu de cartes Barbarossa, paru en 2010. Ce dernier fut qualifié de « pornographie animée nazi softcore », mettant en scène des « figures féminines nazies animées »,. Le jeu jouit d'un succès suffisant pour qu'une version anglaise en soit produite en 2013, suivie d'une suite indépendante intitulée El Alamein, également éditée en anglais. L'année 2019 marqua, quant à elle, la sortie du jeu vidéo Mein Waifu is the Fuhrer, décrit comme un « simulateur de rencontres animé à thématique nazie », tiré de l'art japonais et des genres de romans visuels.
En Corée du Sud, contrée ordinairement épargnée par les influences culturelles nazies durant l'ère du Troisième Reich, le périodique Time nota en 2000 « une fascination peu réfléchie pour les symboles et l’imagerie associés au régime nazi ».
En Indonésie, l’établissement dénommé SoldatenKaffee, un café orné de divers souvenirs relatifs à l’idéologie nazie, ferma ses portes en 2013, à la suite de vives controverses et à de multiples critiques émanant des médias internationaux. Ces derniers, en plus de souligner la nature problématique de l’établissement, furent accompagnés de menaces de mort et de correspondances haineuses adressées à ses propriétaires. Néanmoins, ce lieu ouvrit de nouveau ses portes en 2014, le propriétaire arguant que son établissement n’avait jamais eu pour dessein de promouvoir une idéologie nazie quelconque. Il expliqua que le nazisme était uniquement abordé sous un angle historique en Indonésie, pays où la compréhension des événements de cette époque diffère sensiblement. Cependant, le SoldatenKaffee ferma à nouveau ses portes en 2017, en raison d’un déménagement, ce qui fut en grande partie attribué à un manque de demande locale et d’intérêt pour l’établissement.
En Thaïlande, l'intérêt pour le symbolisme nazi demeure constant, en particulier parmi la jeunesse. Cette fascination pour de telles iconographies est souvent interprétée comme le fruit d'une méconnaissance de l'Holocauste, plutôt que comme une manifestation de tendances politiques extrêmes ou de comportements haineux,,,,,. Un établissement à thématique nazie a vu le jour en 2011 dans la ville d'Ubon Ratchathani, sous l'appellation Hitler Fried Chicken. Ce lieu, d'abord ancré dans une controverse certaine, connut un certain essor sur les réseaux sociaux, à la suite de la publication d'une photographie sur Twitter. À ce stade, l'enseigne, consciente des réactions suscitées, avait procédé à un changement de dénomination, optant pour H-ler Food and Drink, tout en masquant l'effigie d'Adolf Hitler qui ornait la façade de son établissement. 
En 2006, un établissement gastronomique portant le nom de Hitler's Cross fut inauguré à Mumbai, en Inde. Cependant, face aux vives protestations de la communauté juive indienne, ce dernier fut ultérieurement renommé. L'année suivante, en 2007, une société d'ameublement sise à Mumbai lança une collection de couvre-lits intitulée Nazi Collection, suscitant également une indignation publique. Toujours en 2007, dans l'État du Gujarat, un magasin de vêtements pour hommes se fit connaître sous l'appellation Hitler, ce qui provoqua un émoi considérable dans les médias. En réponse aux protestations, les propriétaires déclarèrent ignorer l'existence d'Adolf Hitler. En 2011, un salon de billard dénommé Hitler's Den vit le jour à Nagpur, où figuraient des symboles tels que la croix gammée et d'autres insignes nazis. Cette dénomination suscita l'indignation de l'Ambassade d'Israël en Inde, qui exprima son mécontentement. Le Centre Simon Wiesenthal, organisation juive internationale militante pour la défense des droits de l'homme, demanda instamment que ce lieu fût rebaptisé. Néanmoins, les responsables de l'établissement persistèrent dans leur refus de procéder à ce changement.
Un magasin de vêtements à Karachi, au Pakistan, appelé « Hitler Reloaded » porte le nom d'Hitler.